# Stanley Cosgrove
Stanley Morel Cosgrove, né le 23 décembre 1911 à Montréal, décédé le 28 avril 2002 à l'âge de 90 ans, est un artiste-peintre, dessinateur et muraliste québécois.  

## Biographie
Stanley Morel Cosgrove naît à Montréal le 23 décembre 1911. Il étudie à l'École des Beaux-Arts de Montréal de 1929 à 1935 sous la direction de Henri Charpentier, de Joseph Saint-Charles et de Charles Maillard. Il suit des cours de dessins donnés par Hedwin Holgate à l´Art Association of Montreal,. Après ses études, Cosgrove passe plusieurs mois en Gaspésie, grâce au soutien financier de Huntley Drummond, puis trois étés dans Charlevoix, en compagnie de Jean Paul Lemieux, Jean Palardy et Jori Smith. En 1938, il aide son mentor Hedwin Holgate à peindre une murale pour le pavillon du Canada à l´Exposition universelle de New York.
L'année 1939 est importante pour le peintre montréalais. Il présente sa première exposition solo à l´École des beaux-arts de Québec, puis fait de même avec la Société d´art contemporain et au Musée du Québec. C'est également cette année-là qu'il reçoit une bourse pour aller étudier en France. Cependant, en raison la guerre qui fait rage en Europe, il se dirige plutôt vers le Mexique en suivant les conseils de son ami Jean Palardy. Il arrive au pays en 1940 et s’inscrit alors à l’Académie San Carlos pour y recevoir les enseignements de Manuel Rodriguez Lozano. Il passe huit mois comme assistant de José Clemente Orozco. C´est de lui que Cosgrove apprend les techniques de la fresque : l´application de minces couches sèches de peinture, l´attention à la forme et à la composition, et l'emploi de couleurs subtiles. Cosgrove revient au Québec en 1943 pour occuper un poste d´enseignant à temps partiel à l´École des beaux-arts de Montréal. Tout au long des années 1940, il participe à de nombreuses expositions et signe une entente exclusive avec la Dominion Gallery. Il se joint au Groupe des Peintres canadiens. En 1951, est élu à l´Académie royale des arts du Canada. En 1953, Cosgrove et Goodridge Roberts se retrouvent dans le sud de la France pour peindre, grâce à des bourses du gouvernement. Il s'intéresse de plus en plus au travail des peintres français Braque et Rouault. En 1958, il quitte son poste d´enseignant à l´École des beaux-arts de Montréal pour consacrer le reste de sa carrière à la peinture et à l´exposition de ses œuvres. 
Stanley Cosgrove meurt le 28 avril 2002 à l'âge de 90 ans.
Sur une carrière couvrant soixante-dix années, il maintient une voie artistique uniforme, créant des représentations figuratives sereines et en ayant pour sujets : les forêts, les femmes et les natures mortes.

## Citation
« Ma recherche à moi ne consiste pas à changer de sujets, mais à combiner à l´infini les couleurs et les géométries. C´est un travail presque scientifique». - Stanley Cosgrove, 1997.

## Honneurs
- Académie royale des Arts du Canada, 1951.

## Œuvres
- Sur la grève, Saint-Georges-de-Malbaie, Gaspésie, 1936, huile sur panneau de fibre de bois, 35,5 x 43 cm,  Musée national des beaux-arts du Québec, Québec[4]
- L'Automne, 1939, huile sur panneau de fibre de bois, 50,5 x 68,5 cm, Musée national des beaux-arts du Québec, Québec[5].
- Claire Létourneau, 1939, huile sur panneau de fibre de bois, 65,7 x 50,5 cm, Musée national des beaux-arts du Québec, Québec[13].
- Femme assise au torse nu, 1945, huile sur panneau de fibre de bois collé sur panneau de bois peint, 30,5 x 20,4 cm; 32,2 x 22 cm (panneau de bois peint), Musée national des beaux-arts du Québec, Québec[10].
- Nature morte aux fruits, 1946, huile sur papier, 32.8 x 56 cm, Musée des beaux-arts du Canada, Ottawa[11].
- Paysage, 1948, huile sur papier, collé sur masonite, 66.2 x 102.3 cm, Musée des beaux-arts du Canada, Ottawa[14].
- La robe bleue, 1949, huile sur masonite, 74.5 x 59.2 cm, Musée des beaux-arts du Canada, Ottawa[15].
- Paysage, 1976, sérigraphie, 66,2 x 50,7 cm, Musée national des beaux-arts du Québec, Québec[9].

## Expositions
- Exposition universelle de New York, 1939-1940
- École des beaux-arts de Québec, 1939
- Musée du Québec, 1939
- Société d´art contemporain, 1939

## Musées et collections publiques
- Musée national des beaux-arts du Québec[16]
- Musée des beaux-arts du Canada[3]
- Musée d'art de Joliette
- Musée Laurier
- Musée des beaux-arts de l'Ontario
- Carleton University Art Gallery
- Morris and Helen Belkin Art Gallery
- Musée de Lachine
- Musée Louis-Hémon
- Musée régional de la Côte-Nord
- La Pulperie de Chicoutimi
- RiverBrink Art Museum
- Vancouver Art Gallery
- Art Gallery of Greater Victoria

## Hommages
La rue Stanley-Cosgrove a été nommée en son honneur, en 2003, dans la ville de Québec.